# Samoana annectens
Samoana annectens é uma espécie de gastrópode da família Partulidae.
É endémica da Polinésia Francesa.